# Ulica Zygmunta Wróblewskiego we Wrocławiu
Ulica Zygmunta Wróblewskiego – główna oś komunikacyjna Wielkiej Wyspy we Wrocławiu, prowadząca od mostu Zwierzynieckiego na południowy wschód, obok ZOO, Hali Ludowej i stadionu 1KS Ślęza do zajezdni tramwajowej nr 6, długości ok. 1,2 km. Patronem ulicy jest prof. Zygmunt Wróblewski, polski fizyk; przedłużeniem ul. Wróblewskiego dalej na południowy wschód jest ulica Olszewskiego (poświęcona pamięci drugiego polskiego naukowca, Karola Olszewskiego). W przeszłości ul. Wróblewskiego nosiła niem. nazwę Grüneichener Weg, potem Gustav-Stresemann-Straße, a od lat 30. XX wieku do 1945 – Horst-Wessel-Straße.
Ulica Wróblewskiego wraz z Olszewskiego stanowiły we wczesnym okresie osadnictwa drogę z miasta do wsi Dąbie, Koczotów i Bartoszowice. Znaczenie ulicy wzrosło znacznie po roku 1910, kiedy na miejscu dawnego hipodromu rozpoczęto budowę obiektów dla Wystawy Stulecia, w tym Halę Ludową, a także (w latach 20.) osiedla mieszkaniowego Biskupin i sąsiadującego z nim Sępolna, do którego ul. Wróblewskiego jest alternatywną (obok ul. Mickiewicza) drogą dojazdową. Ulica ta była również trasą dojazdową do obiektów zorganizowanej we Wrocławiu w 1929 wystawy WuWa (Wohnungs- und Werkraumausstellung, tj. „Mieszkania i miejsca pracy”).

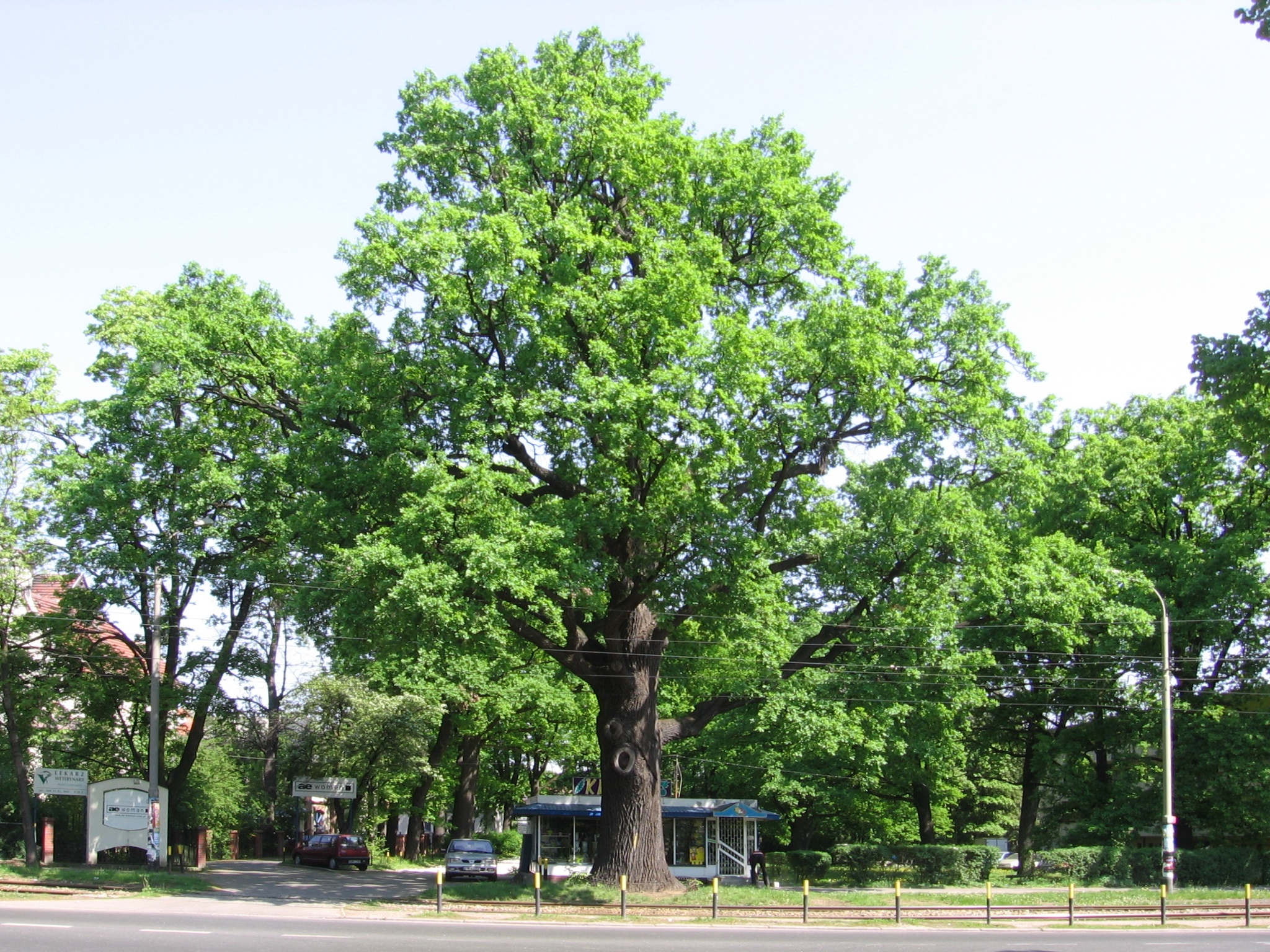
„dąb Włosta” widziany z ul. Wróblewskiego

W pobliżu skrzyżowania ul. Wróblewskiego z Wittiga i Tramwajową rośnie duży pomnikowy dąb szypułkowy, nazwany „Dębem Piotra Włosta”.
Podczas oblężenia Festung Breslau zabudowa ulicy praktycznie wcale nie ucierpiała, zachowały się wszystkie budynki wzdłuż ulicy. Podobnie jak przed wojną – oprócz obiektów związanych z Halą Ludową, ZOO, stadionem sportowym i zajezdnią – znajduje się tu kilka od 2- do 4-kondygnacyjnych willi oraz budynków wielorodzinnych; jedynie stojący na rogu Wittiga i Wróblewskiego budynek dawnego zajazdu (Gasthaus zum Lindenpark) został w latach 70. rozebrany w związku z budową osiedla akademików dla Politechniki Wrocławskiej, natomiast jeden z wzorcowych domów wystawy WuWa, późniejsze przedszkole przy ul. Wróblewskiego 18, strawił pożar w roku 2006.
Nad ulicą przerzucone są dwie bliźniacze kładki.